# Молочне (Каховський район)
Молочне — селище в Україні, в Асканія-Новій селищній громаді Каховського району Херсонської області. Населення становить 762 осіб. 24 лютого 2022 року село тимчасово окуповане російськими військами під час російсько-української війни.

## Населення
Згідно з переписом УРСР 1989 року чисельність наявного населення селища становила 789 осіб, з яких 358 чоловіків та 431 жінка.
За переписом населення України 2001 року в селищі мешкали 762 особи.

### Мова
Розподіл населення за рідною мовою за даними перепису 2001 року:
| Мова       | Відсоток |
| ---------- | -------- |
| українська | 84,91 %  |
| російська  | 7,22 %   |
| вірменська | 1,44 %   |
| білоруська | 0,26 %   |
| інші       | 6,17 %   |